# Estado Soberano de Santander

1863 Estado de Santander

Estado Soberano de Santander foi um dos estados da Colômbia. Hoje, a área do antigo estado compõe a maioria das áreas modernas do Santander (departamento) e Norte de Santander (departamento) no nordeste Colômbia.

## Limites
Em 1863, fazia fronteira com:
- Estado Soberano de Antioquia no Oeste.
- Estado Soberano de Boyacá no Sul.
- Estado Soberano de Bolívar e Estado Soberano de Magdalena no Norte.

## Nomeação
- Em 13-05-1857 foi criado como Estado Federal de Santander.
- 1858 reconhecido como Estado da Federação na constituição da Confederação Granadina,[1]
- 1863 nome Estado Soberano (Estado Soberano de Santander) na constituição do Estados Unidos da Colômbia[2]

## Subdivisões

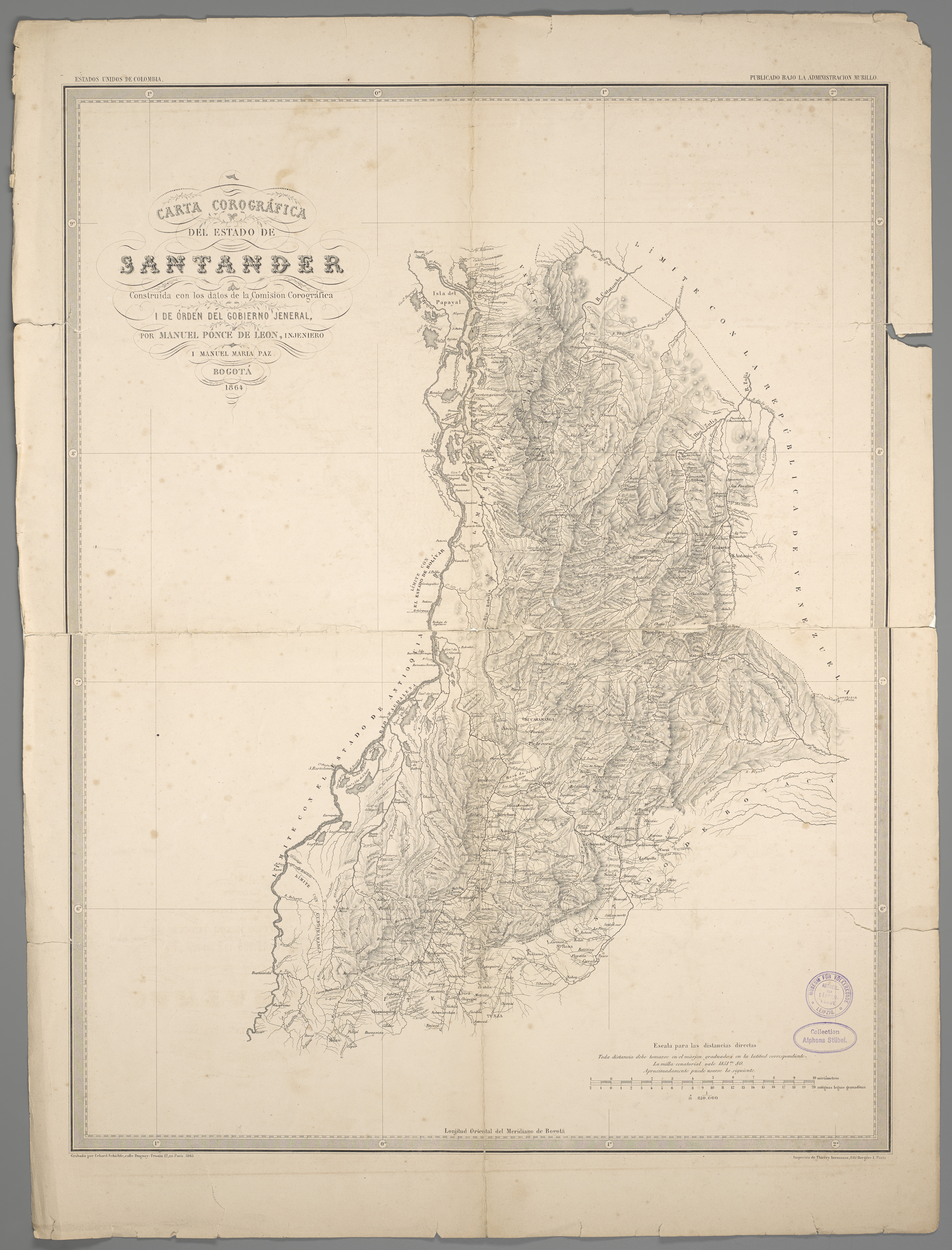
Estado Soberano de Santander.

Em 1857 o estado foi dividido nos seguintes departamentos:
- Barichara.
- Bucaramanga.
- Charalá.
- Fortul.
- Ocaña.
- Pamplona.
- San Gil.
- Socorro.
- Vélez.

A lei de 17 de abril de 1859 dividiu o estado em 7 departamentos:
- Róvira (departamento) (capital Concepción).
- Ocaña (departamento) (capital Ocaña).
- Pamplona (departamento) (capital Pamplona).
- Santander (departamento) (capital San José de Cúcuta).
- Socorro (departamento) (capital Socorro).
- Soto (departamento) (capital Bucaramanga).

Em 1860 mais dois departamentos foram criados:
- Guanentá (departamento) (capital San Gil).
- Charalá (departamento) (capital Charalá).